# Lajos Aulich
Lajos Aulich, cunoscut și ca Ludwig Aulich, (n. 15 mai 1792, Pozsony, Monarhia Habsburgică – d. 6 octombrie 1849, Arad, Imperiul Austriac) a fost un ofițer revoluționar maghiar, care a deținut funcția de ministru de război al Ungariei (14 iulie - 11 august 1849) în timpul Revoluției Maghiare de la 1848.

## Biografie
Lajos Aulich s-a născut pe 25 august 1792 la Pressburg, într-o familie mixtă maghiaro-germană.
La începutul Revoluției din 1848-1849 în Imperiul Austriac, el era locotenent-colonel în Regimentul austriac de infanterie „Kaiser Alexander”, cu care s-a remarcat în luptele împotriva sârbilor de la Srbobran, iar, în consecință, a fost înaintat la 2 octombrie 1848 la gradul de colonel și numit comandant al regimentului respectiv.
La sfârșitul anului 1848 Lajos Aulich a luptat pe malul stâng al Dunării împotriva trupelor conduse de Edmund zu Schwarzenberg și de Ivan Simonici. 
În timpul Campaniei de Primăvară a condus o armată care a participat la mai multe bătălii. Pe 7 martie 1849, după Bătălia de la Kápolna, ministrul maghiar de război Lázár Mészáros l-a înaintat la gradul de general și i-a încredințat comanda Corpului 2 Armată. Victoriile obținute de Armata Revoluționară Maghiară împotriva oștilor lui Alfred de Windisch-Graetz în martie și aprilie 1849 au fost parțial meritul lui Aulich. A participat la 6 aprilie 1849 la marea bătălie de la Isaszeg, în care Armata Revoluționară Maghiară a obținut o victorie strategică. În timp ce Artúr Görgei a realizat eliberarea orașului Komárom, Aulich a intrat la 24 aprilie 1849 în orașul Pesta, care fusese evacuat de armata imperială austriacă, fiind aclamat și salutat de locuitori ca un erou. De la începutul lunii mai a participat la Asediul Budei, reușind să o elibereze.
Aulich era un partizan al respectării ierarhiei, de aceea a refuzat să respecte ordinul trimis de Lajos Kossuth, cerându-i să-i fie comunicat de ministrul Görgei. În iulie 1849 Аulich a fost trimis, împreună cu László Csányi și Ernő Kiss, la Komárom pentru a-l convinge pe Görgei să treacă sub ascultarea guvernului maghiar, dar această solicitare nu a avut succes. După demisia lui Görgei (7 iulie 1849), Aulich a devenit ministru de război pe 14 iulie 1849, dar a recunoscut imediat dictatura lui Görgei și s-a pronunțat în favoarea predării armelor.
Predat austriecilor de către ruși, Lajos Aulich a fost spânzurat la Arad pe 6 octombrie 1849, la ordinul comandantului militar austriac Julius von Haynau, împreună cu alți doisprezece comandanți militari maghiari.